# Transcripción de los jeroglíficos
En la transcripción de los jeroglíficos, se suele decir que hay tantas normas como egiptólogos. En otras palabras, no parece existir transcripción universal de los jeroglíficos. Eso se explica simplemente por la existencia de muchos obstáculos para transcribir exactamente los jeroglíficos, lo que obliga a extrapolaciones que hacen inviable la supremacía de un sistema sobre otro. 

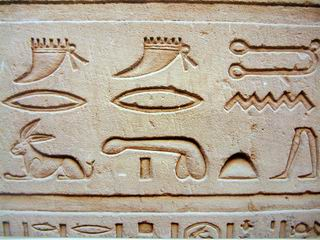
Jeroglíficos inscritos en los muros del templo de Edfu.

## Las transcripciones
Sin embargo, es necesario diferenciar las transcripciones corrientes, aquellas que podemos encontrar para designar personajes o conceptos de la Antigüedad egipcia –como faraón, uadyet, Nefertiti o ka–, transcripciones fijas, ambiguas (un mismo fonema egipcio será traducido por un gran número de signos diferentes) y propias de una lengua (Nefertiti se escribe Nofretete en alemán), de las transcripciones científicas, utilizadas en lingüística y epigrafía (estudio de las inscripciones) egipcias. Este segundo, más riguroso, utiliza un único símbolo para cada fonema, aunque la pronunciación de dicho fonema no se conozca con seguridad.
El sistema de notación científica puede variar de una lengua al otra, sin embargo, conserva el esquema constante. Su principal defecto es que sigue siendo impronunciable: es más una transcripción abstracta que un método de lectura real. La transcripción científica no puede ser utilizada por un inexperto, que no puede leerla, y en consecuencia aprenderla fácilmente. Además, se aleja en gran parte de los usos ya establecidos en las lenguas modernas.
Se pueden así comparar las dos versiones de las palabras citadas: pr ʿȝ es la transcripción académica de la palabra peraa: faraón; uadyet se transcribe, entre otras posibles formas, wḏȝ.t; Nefertiti es nfr.t yỉ(y).ty y ka será kȝ.

## El problema fonético
El sistema de escritura de los jeroglíficos es conocido. Sin embargo la manera en que era pronunciada la lengua transcrita por los jeroglíficos es difícil de reconstituir. Las únicas referencias de las que disponemos son:
- los textos de otras lenguas, como el griego antiguo, que citan a veces nombres o palabras egipcias;
- el idioma copto, que deriva de la antigua lengua egipcia;
- el método comparativo lingüístico, que permite establecer posibilidades de pronunciación al establecer concordancias con otras lenguas afroasiáticas;
- el propio sistema de escritura, mediante el análisis de textos erróneos, permite comprender que si un signo ha sido confundido con otro es porque los dos denotaban fonemas próximos.

Para tener una idea de la escasa fiabilidad de las citas griegas, basta comparar el modo de transcribir el nombre de la capital de China [pʰeɪ t͡ɕiŋ] (Pekín) con la romanización que utilizan los mismos Chinos (Běijīng). Nada prueba que las palabras empleadas por los griegos fuesen pronunciadas a la manera egipcia. Además, tendían a adaptarlas a su propio sistema fonológico, muy alejado del de los egipcios. Así, muchos términos egipcios corrientes –como faraón, uadyet, o los nombres de los dioses– provienen del latín por vía griega. 
A pesar de todo, por asociación de diversas fuentes y aplicación de los conocimientos que se tienen de otras lenguas afroasiáticas (como el copto, árabe, hebreo, acadio, o incluso el hausa), los egiptólogos logran ponerse de acuerdo, generalmente, con respecto a cierto número de sonidos, y crear reglas arbitrarias que pueden permitir pronunciar las palabras egipcias. Además de estas dificultades de transcripción de los caracteres escritos, hay que saber que, como en los sistemas de escritura semitas, se escriben solamente las consonantes: la escritura egipcia es en efecto una abyad. Las vocales fueron deducidas intuitivamente. Las vocales del idioma copto pueden dar una idea de la posible vocalización. 
No existían reglas ortográficas rígidas y ciertas palabras podían ser escritas de varias maneras en esa época. Además, el orden de los jeroglíficos en una palabra, no era forzosamente lineal. En efecto, su orden podía ser modificado por necesidades estéticas o para enfatizar el respeto hacia una divinidad, cuyo nombre, si estaba en la composición de una palabra, se debía situar al principio. Así, el nombre del faraón Tut-Anj-Amón se escribía de hecho Amón-tut-anj. Esto explica que para ciertos faraones poco conocidos, no estemos seguros del orden adecuado de leer los jeroglíficos.

## Ejemplo de transcripción no científica
| i | mn · n |

 El nombre del dios Amón (véase jeroglífico) está compuesto por tres jeroglíficos que son fonemas consonantes: a, m, n. Si bien el primer sonido, que aquí transcribimos como a, no existe en español y se considera una «consonante débil», probablemente un «oclusiva glotal sorda» comparable al álif árabe o al alef hebreo; además, este mismo jeroglifo se transcribe como i cuando se encuentra en el interior de una palabra, y como a o i cuando está al principio.
Esta estructura de consonantes es comparable a la de una raíz semítica, ya que no fue escrita con vocales. La colocación de vocales en una raíz consonántica se denomina vocalización. En la escritura jeroglífica no existe esta vocalización, y esto hace que solo podamos reconstruirla indirectamente; y la sustitución misma es más complicada para las vocales que para las consonantes, ya que no son siempre claras. Por ejemplo, la i inicial es –como decíamos, y así está establecido– una consonante débil, cuya pronunciación tiene poca incidencia sobre la palabra, y por ello puede considerarse válido escribirla como vocal a (de la misma manera que el aleph del hebreo o el alif árabe, que son la misma consonante y que dieron origen, además, a la alfa del griego, que es pronunciada a). Aunque técnicamente es más correcto transcribir estas consonantes débiles con un simple apóstrofe alto (') que evoca el ligero golpe de voz con que se pronuncia. Así, la estructura consonántica del nombre de este dios se reduciría a: 'mn.
Actualmente, el dios es denominado Amón por los hispanohablantes y en otras lenguas. Esto supone pues que la vocalización sea amon. Esta vocalización proviene del latín por vía griega. Los griegos, en efecto, entendían Ἄμμων ámmôn, y los romanos transcribieron Ammōn (incluso Hammōn). En ambos casos, la o es larga (y abierta en griego, es decir, en API [ɔː]). Los coptos, sin embargo, conservaron esta palabra bajo la forma αμουν, que se lee amun.
Estos primeros términos muestran que la vocalización puede variar de una lengua a otra, ya que existían, sin duda, acentos diferentes según las regiones, y los fonemas evolucionan con el tiempo. Pero otros términos muestran una interpretación todavía más difícil: para los babilonios del siglo XV al XIII antes de la era cristiana, la palabra se leía, según sus textos, Amāna (donde ā es una a larga) o Amānu, Amán en una palabra compuesta. En cuanto a los asirios de los siglos VIII y VII a. C., la pronunciaban Amūnu. Y los kushitas lo denominaban Amani.
De estos testimonios tan  divergentes resaltan dos constantes:
- la primera es una a breve;
- la segunda es larga, y su timbre oscila entre ō y ū, dos fonemas en resumidas cuentas próximos.

Concluyendo, querer conocer la pronunciación exacta de una palabra tan frecuente como el nombre del dios Amón se torna imposible. Y esto explica por qué es posible encontrar, entre otras transcripciones: Imen, Imon, Amen, Amon, Amón o Amun, para la misma palabra. Y a esta dificultad hemos de añadir, además, las transcripciones adaptadas a los usos lingüísticos de cada una de las lengua europeas que han tenido tradición egiptológica (inglés, francés, alemán...) y que tanta influencia han tenido (para bien y para mal) en la cultura general. Esta ambigüedad de hecho se encuentra en la propia transcripción española del nombre, donde corrientemente se está refiriendo siempre al dios Amon (con una o) y al faraón Amenofis (con una e): aquí la raíz Amn es común en ambas palabras, pero hay variedad en la vocalización.
El problema es pues doble: 
- es imposible atribuir a cada signo un único sonido;
- es imposible conocer de manera precisa la vocalización.

La única transcripción que puede tener la aprobación de todos debe ser sin vocales: imn o, mejor aún, 'mn. Es científica, y muy abstracta, como se puede comprobar.

## Sistema de transcripción científica
La transcripción científica es utilizada en lingüística, en el estudio de la lengua egipcia. Observa un rigor aun mayor y es casi similar a una transliteración. Es la que se utiliza en las gramáticas, obras científicas, y estudios gramatológicos consagrados al sistema egipcio de escritura. Aparte de algunos detalles, este sistema es internacional.
Los símbolos de la columna «pronunciación fonética» siguen los convenios del API; son solo suposiciones, que mayoritariamente sostienen los egiptólogos. La columna «pronunciación corriente» respeta los usos castellanos.
| Transcripción | Pronunciación convencional | Pronunciación fonética | Equivalentes aproximados |
| ------------- | -------------------------- | ---------------------- | ------------------------ |
| ʾ             | a                          | [ʔ]                    | saltillo                 |
| ȝ             | ʕ                          | [ʀ]                    | R uvular                 |
| ἰ             | ʔ                          |                        | i                        |
| y             | y                          | [i, j]                 | i, y-                    |
| w             | u                          | [u, w]                 | u                        |
| b             | b                          | [b]~[pʼ]               | b                        |
| p             | p                          | [pʰ]                   | p                        |
| f             | f                          | [f]                    | f                        |
| m             | m                          | [m]                    | m                        |
| n             | n                          | [n]                    | n                        |
| r             | r                          | [ɾ]                    | r (vibrante)             |
| h             | h                          | [h]                    | h                        |
| ḥ             | ħ                          | [ħ]                    | ḥ árabe                  |
| ḫ             | j                          | [x]                    | j                        |
| ẖ             | j                          | [ç]                    | j                        |
| s             | s o ts                     | [s]                    | s                        |
| ś             | s                          | ?                      | s                        |
| š             | ʃ                          | [ʃ]                    | sh                       |
| q, ḳ          | q                          | [k]~[q]                | q árabe                  |
| g             | g                          | [g]~[kʼ]               | g                        |
| t             | t                          | [tʰ]                   | t                        |
| ṯ             | ʧ                          | [cʰ]                   | ch                       |
| d, ṭ          | d                          | [d]~[tʼ]               | d                        |
| ḏ             | ʧˁ                         | [ɟ]~[cʼ]               | dy                       |

### Observaciones sobre los símbolos
El fonema escrito y (o ἰ en algunos sistemas de transcripción) representa una oclusiva glotal sorda cuando se escribe como y / ἰ, una yod (sonido inicial de yurta) cuando es y (según el sistema adoptado). De hecho, esta oclusiva glotal sorda, ha evolucionado en yod con tiempo, y no es fácil determinar que sonido tiene. Cuando la consonante y (o, más raramente, w) es «muda» y no se escribe (en las raíces tertiæ y quartæ infirmæ, por ejemplo; consultar el artículo sobre el egipcio), se escribe entre paréntesis: ms(y), «dar a luz». En cierto modo, hay dos sonidos de origen diferente que se pronuncian de manera desconcertante:
- ἰ para la oclusiva glotal sorda;
- y para oclusiva glotal sorda después de una yod;
- y para la yod pura (que se descompone en una sucesión de dos yy, siendo frecuente en escritura jeroglífica).

En numerosas obras –y en ciertas enciclopedias–, vemos escritas las dos formas de oclusiva glotal sorda, ἰ e y, de la misma manera: ἰr(y) («hacer») pues será escrito yr(y). 
La consonante 3 ha estado considerada durante mucho tiempo como oclusiva glotal sorda. Sin embargo, investigaciones más recientes tienden a mostrar que es líquida, una l o una r vibrante.
Los signos d y ḏ son probablemente consonantes enfáticas (consultar fonología árabe) 
Los símbolos s / z y s / ś se utilizan emparejados. Un texto que use z no utilizará ś, y viceversa. Donde un egiptólogo escribe z3 corresponde pues a lo que otro escribe como ś3.

### Convenciones de lectura y de escritura
Existen algunos convenios que hay que conocer. En primer lugar, conviene señalar que las palabras egipcias nunca se escriben con vocales: como vimos, es uno de los mayores problemas de la transcripción. Sin embargo, es habitual que se fuerce la vocalización, incluso si no es posible determinarla detalladamente (la comparación con el copto permite, sin embargo, algunos progresos) pronunciando 3, y, ʿ y w, respectivamente, a, i, a (larga), y u (de l o p) después de las consonantes. Este convenio seguramente tiene sentido porque, en gran número de lenguas afroasiáticas, estas consonantes también se utilizan para denotar estas vocales (que luego son mater lectionis). Cuando los fonemas y y w están junto a otras semivocales las pronunciamos como consonantes en la posición inicial o media, y como vocales en los demás casos, alternando consonantes y vocales. Por ejemplo, La palabra y3w será leída yau pero yw3 será iua. Cuando una sucesión de consonantes no tiene estos signos, o están en número insuficiente, introducimos una e para facilitar la pronunciación: nb.t «dama, señora» podrá ser leído nebet, nfr, «bello», nefer, etc.
Por último, existen tres signos auxiliares que se utiliza para representar conceptos gramaticales y morfológicos: 
- El guion que une los términos de palabras compuestas: Imn-ḥtp, «Amon-satisfacción» = «Amon está satisfecho»; Así: Ajenatón 3ḫ-n-itn «Resplandor de Atón (disco solar)» etc.
- El punto separa las desinencias y otros signos de caso gramatical: nfr, «bello», nfr.t, «bella» (siendo .t el sufijo femenino), nṯr, «dios»,nṯr.u, «dioses» (.u es un sufijo masculino plural), etc.
- El guion doble (codificado con el signo igual) permite separar los sufijos personales; Así: pr.u=sn, «casas=de ellos», «sus casas», sḏm=k, «entiendes=tú», «entiendes», etc.

### Ejemplo sinóptico
La transcripción científica del egipcio es muy desconcertante. Es muy útil para los especialistas pero no puede, en ningún caso, sustituir los usos actuales de palabras conocidas. Podemos citar la frase siguiente como ejemplo, tomada de Mittelägyptische Grammatik für Anfänger de Erhart Graefe (4.ª edición, en casa de Harrassowitz, Wiesbaden, 2004) para mostrar la complejidad del sistema: 
| r · S | D19 | A2 | w | y · s | D&d | A2 | d · p · t | F20 | A2 | n · f |

| r · S | D19 | A2 | w | y · s | D&d | A2 | d · p · t | F20 | A2 | n · f |

Podríamos leer esta frase /reʃwi seʤed depetenef/, lo que da una aproximación, sin duda, muy alejada de la realidad: la transcripción científica posee la gran ventaja de que el problema de la lectura es liberado para permitir una precisa notación de fonemas cuyo uso, en resumidas cuentas, importa poco en el estudio de una lengua tan antigua.